# Кулак, Анатолий Иосифович
Анатолий Иосифович Кулак (бел. Анатоль Іосіфавіч Кулак; род. 5 сентября 1954, Минск) — советский и белорусский химик. Академик НАН Белоруссии (2021), доктор химических наук (1990), профессор (2004).

## Биография
Родился 5 сентября 1954 года в Минске. Окончил химический факультет Белорусского государственного университета (1976). Младший научный сотрудник, аспирант БГУ (1976—1980); старший научный сотрудник (1982—1988), ведущий научный сотрудник (1991—1993), главный научный сотрудник (1993—1995) НИИ физико-химических проблем БГУ. Докторант БГУ (1988—1990). Профессор кафедры неорганической химии БГУ (1992—2014). Заместитель директора по научной работе (1995—2016). Директор Института общей и неорганической химии Национальной академии наук Беларуси (с 2016 года).
Защитил кандидатскую диссертацию в 1980 г. (научный руководитель — акад. В. В. Свиридов, БГУ, В. П. Пахомов, НИФХИ им. Л. Я. Карпова), в 1990 г. — докторскую диссертацию (научный консультант акад. В. В. Свиридов, БГУ) по специальности «физическая химия».

## Научная деятельность
В области физической химии и электрохимии А. И. Кулак предложил новое научное направление — электрохимия полупроводниковых гетероструктур и полупроводников с выраженной энергетической и структурной неоднородностью, разработал электронную теорию фотокатализа и электрокатализа, основанную на обнаруженном эффекте расщепления уровня Ферми в неоднородных системах с латеральным обменом носителями заряда между компонентами с различающимся уровнем структурной организации. Предложил новый класс каталитических систем для применения в фотокаталитических реакторах, электрохимических сенсорах и фотоэлектрохимических преобразователях солнечной энергии. На основе электрокатализаторов, оптимизированных по разделению электронных и ионных потоков, разработал новые металл-гидридные аккумуляторы, внедрённые в серийное производство.
В области неорганической химии А. И. Кулак разработал ряд новых наноструктурных фосфатных и оксидных полифункциональных неорганических и композиционных материалов, включая биокерамические (остеокондуктивные, биотолерантные, биорезорбируемые) покрытия для костных и офтальмологических имплантатов, технологию получения субстанции нано-гидроксиапатита. Разработал новые специальные добавки, обеспечивающие на протяжении ряда лет надёжную химическую защиту ценных и документных бумаг.
Кулак А. И. является автором (соавтором) 420 научных работ, включая 4 книги, 260 статей, 46 патентов и авторских свидетельств на изобретения. Подготовил 9 кандидатов и 2 докторов химических наук.

## Другие виды деятельности
- Председатель экспертного совета ВАК РБ по техническим наукам (технологии)
- Председатель экспертного совета ГКНТ РБ «Открытые конкурсы отдельных проектов научных исследований» (2016—2023)
- Член Совета по защите диссертаций Д 01.20.01 при ИОНХ НАН Беларуси
- Председатель секции химии научно-методического Совета при Министерстве образования РБ.
- Член редколлегии журналов «Химическая безопасность», «Теоретическая и экспериментальная химия», «Известия НАН Беларуси. Серия химических наук», «Журнал Белорусского государственного университета. Химия»

## Избранные публикации
1. А. И. Кулак. Электрохимия полупроводниковых гетероструктур. Минск, изд-во «Университетское», 1986, 191 с.
2. A. I. Kulak. Metal Nanoparticles on Semiconductor Surfaces: Electrochemistry and Photocatalysis // Chemical Physics of Nanostructured Semiconductors. VSP, Utrecht, Boston, 2003, pp. 153—182.
3. А. И. Кулак. Фотоэлектрохимия полупроводниковых оксидов // Химические проблемы создания новых материалов и технологий. Минск. 1998, С. 415—430.